# Cour d'appel de Versailles
La cour d'appel de Versailles est une juridiction française qui connaît en appel des affaires jugées par les tribunaux de son ressort qui s'étend sur les départements des Yvelines, des Hauts-de-Seine, de l'Eure-et-Loir et du Val-d'Oise.
Créée en 1975 par scission de la cour d'appel de Paris, la cour d'appel de Versailles est installée dans les anciennes écuries de la reine, ancienne caserne, notamment du 20e escadron du Train, rue Carnot, à Versailles.

## Magistrats

### Magistrats du siège
- Premier présidents

| Identité                        | Période          | Période         |
| Identité                        | Début            | Fin             |
| ------------------------------- | ---------------- | --------------- |
| Pierre Estoup                   | 17 décembre 1984 |                 |
| Vincent Lamanda,                | 23 août 1996     | 4 mai 2007      |
| Dominique Lottin,               | 30 juillet 2014  | 6 novembre 2017 |
| Bernard Keime-Robert-Houdin (d) | 5 mars 2018      | 17 janvier 2022 |
| Jean-François Beynel (d)        | 17 janvier 2022  | En cours        |

- Premiers présidents de chambre

À la date du 1er janvier 2023, il y a deux premiers présidents de chambre.
- Présidents de chambre

À la date du 1er janvier 2023, il y a 28 présidents de chambre (chambres généralistes civiles et pénales).
Il y a 4 présidents de la chambre de l'instruction.
- Conseillers

À la date du 1er janvier 2023, il y a  47 conseillers et un conseiller chargé du secrétariat général.

### Magistrats du parquet
- Procureur général

Le procureur général est depuis janvier 2019 Marc Cimamonti.
- Premier avocat général

À la date du 1er janvier 2023, il y a un premier avocat général.
- Avocats généraux

À la date du 1er janvier 2023, il y a 13 avocats généraux.
- Substituts généraux

À la date du 1er janvier 2023, il y a 4 substituts généraux et un substitut général chargé du secrétariat général.

### Juristes assistants
À la date du 1er janvier 2023, il y a 45 juristes assistants.

## Organisation
- 1re chambre :
  - Section A : contrats de services, litiges concernant l'État, les collectivités, les États étrangers, droit fiscal, droit de la presse, successions, syndicats, état des personnes, responsabilité des auxiliaires de justice et officiers ministériels.
  - Section B : appel des jugements des tribunaux de proximité (ex-tribunaux d'instance)
  - Section C : Protection des majeurs et tutelle des mineurs
- 2e chambre : 
  - Section A : Affaires familiales, liquidations, partages après divorce
  - Section B : Affaires familiales, autorité parentales, liquidation, partage après divorce
- 3e chambre : Responsabilité délictuelle et contractuelle, contrats de vente, de louage ou d'assurance, responsabilité sur les produits défectueux, troubles de voisinages, dégâts des eaux, contrats d'intermédiaires, CIVI (Commission d'Indemnisation des Victimes d'Infraction)
- 4e chambre : 
  - Section A : Construction, architecture, vente d'immeubles
  - Section B : copropriété, baux ruraux, emphytéose, expropriations
- 5e chambre : Sécurité Sociale, Fonds d'Indemnisation des Victimes de l'Amiante, Prud'hommes
- 6e chambre : Urgences sociales, prud'hommes, négociations collectives, conflits collectifs, licenciements, appels d'ordonnance de référés
- 7e chambre : Appels correctionnels pour les affaires concernant des mineurs auteurs ou victimes, appel des décisions d'assistance éducative
- 8e chambre : Appels correctionnels généraux, spécialement stupéfiants, homicides et blessures involontaires, presse, responsabilité médicale, appel sur les intérêts civils
- 9e chambre : Appels correctionnels généraux, spécialement droit du travail et de la consommation
- 10e chambre : Chambre de l'instruction (trois sections)
- 11e chambre : Déférés mise en état, prud'hommes
- 12e chambre : Appel des tribunaux de commerce
- 13e chambre : Procédures collectives des tribunaux judiciaires et de commerce
- 14e chambre : Urgences civiles, conflits collectifs
- 15e chambre : prud'hommes
- 16e chambre : Saisies immobilières, saisies de rémunérations, surendettement, prêts, crédit-bail, cautionnements
- 17e chambre : prud'hommes
- 18e chambre : Appels correctionnels généraux, spécialement droit pénal de la famille et violences familiales, appels du tribunal de police, appels du juge de l'application des peines
- 19e chambre : prud'hommes
- 20e chambre : Procédures civiles d'exécution, mesure médicales privatives de liberté, reconduites à la frontière, extraditions, mandats d'arrêt européens, réparation des détentions provisoires, contestations d'honoraires et taxes
- 21e chambre : prud'hommes, renvois après cassation
- 25e chambre : mise en état des affaires sociales

## Tribunaux du ressort
| -              | 4 tribunaux judiciaires | 18 tribunaux et chambres de proximité                                                           | 13 conseils de prud'hommes                                                    | 4 tribunaux de commerce |
| -------------- | ----------------------- | ----------------------------------------------------------------------------------------------- | ----------------------------------------------------------------------------- | ----------------------- |
| Eure-et-Loir   | - Chartres              | - Chartres - Dreux                                                                              | - Chartres - Châteaudun - Dreux                                               | - Chartres              |
| Yvelines       | - Versailles            | - Mantes-la-Jolie - Poissy - Rambouillet - Saint-Germain-en-Laye - Versailles                   | - Mantes-la-Jolie - Poissy - Rambouillet - Saint-Germain-en-Laye - Versailles | - Versailles            |
| Hauts-de-Seine | - Nanterre              | - Antony - Asnières-sur-Seine - Boulogne-Billancourt - Colombes - Courbevoie - Puteaux - Vanves | - Nanterre - Boulogne-Billancourt                                             | - Nanterre              |
| Val-d'Oise     | - Pontoise              | - Gonesse - Montmorency - Pontoise - Sannois                                                    | - Cergy-Pontoise - Argenteuil - Montmorency                                   | - Pontoise              |

## Affaires jugées par la Cour d'appel de Versailles
Voir Catégorie:Cour d'appel de Versailles